# Albert Lewin
Albert Lewin (Brooklyn, 23 de septiembre de 1894 - 9 de mayo de 1968) fue un director y productor de cine estadounidense.

## Trayectoria
Lewin nació en Brooklyn (New York) y creció en Newark, New Jersey. Logró un grado en Harvard y enseñó inglés en la Universidad de Misuri.
Durante la Primera Guerra Mundial, fue llamado a filas. Luego, trabajó como asistente a la dirección del American Jewish Relief Committee; y ejerció de crítico teatral y cinematográfico para la Jewish Tribune hasta inicios de la década de 1920. En ese momento fue a Hollywood y llegó a trabajar como lector para Samuel Goldwyn.
Después escribió para directores de cine de la categoría de King Vidor y Victor Sjöström; fue nombrado guionista de la MGM en 1924. Y pasó a la producción. Produjo, entre otras películas, Las tres noches de Eva, que fue dirigida por Preston Sturges.
Rodó en USA y en Inglaterra. Realizó unos pocos filmes, y trabajó a menudo con el actor George Sanders. Su primera película fue The Moon and Sixpence, 1942, con guion de Somerset Maugham construido sobre la compleja vida de Paul Gauguin. La segunda se basó en Oscar Wilde, ya directamente, con The Picture of Dorian Gray, 1945. En ambas se aprecia una gran madurez expresiva, la fuerte presencia de George Sanders, y la irrupción del color en algunos momentos de esos filmes en blanco y negro. Rodó Bel Ami en 1947, y en la década siguiente hizo tres películas más.
Se ha dicho que su obra cinematográfica se caracteriza por una gran exquisitez, elegancia y riesgo, y que su autor estuvo alejado del molde habitual de hacer cine.
En 1966, Lewin publicó una novela, The Unaltered Cat.

## Filmografía como director
- La luna y seis peniques, o Soberbia (The Moon and Sixpence, 1942)
- El retrato de Dorian Gray (The Picture of Dorian Gray, 1945)
- Los asuntos privados de Bel Ami (The Private Affairs of Bel Ami, 1947)
- Pandora y el holandés errante (Pandora and the Flying Dutchman, 1951)
- Saadia (Saadia, 1954)
- El ídolo viviente (The Living Idol, 1957)